# 강재호
강재호(姜在浩, 일본식 이름: 本鄕公康혼고 기미야스, 1905년 ~ ?)는 일제강점기의 군인이다.

## 생애
만주국 중앙육군훈련처 제4기생 출신이다. 박정희 대통령의 고향선배이다. 1932년 만주국 육군 하사 임관하였고 이후 1934년 만주국 육군 중사 진급하였으며 그 후 1936년 11월 28일을 기하여 만주국군 소위로 재임관했고, 국경감시대에 배속되면서 만주국군 장교로 복무했다. 1939년 3월 간도특설대 창설 요원으로 참여한 이래 치안숙정(治安肅正) 등의 명목하에 일어난 간도특설대의 수많은 인명 살상에 가담했으며, 1940년 3월 16일 만주국군 보병 중위로 임관되었다.
1943년 9월 15일 항일 무장 세력 토벌에 협력한 공로를 인정받아 만주국 정부로부터 훈5위 경운장(景雲章)을 받았으며, 1945년 광복 때까지 간도특설대 제2련장 중대장과 만주국군 상위(대위)로 복무했다. 
광복 이후에 대한민국에서 군인으로 복무했지만, 허약한 체질 때문에 뛰어난 성과를 기록하지 못했으며, 나중에 병으로 사망했다고 전해진다.
만주국군 및 간도특설대 복무 경력으로 인해 민족문제연구소의 친일인명사전 수록자 명단의 군 부문과 친일반민족행위진상규명위원회가 발표한 친일반민족행위 705인 명단에 포함되었다.

## 참고 자료
- 친일반민족행위진상규명위원회 (2009). 〈강재호〉. 《친일반민족행위진상규명 보고서 Ⅳ-1》. 서울. 143~161쪽.